# 王祥云
王祥云（1988年11月7日—），女，山西太原人，中国围棋职业三段棋手。

## 生平
王祥云7岁时妈妈徐颖开始送她到少年宫学棋，但直到2005年16岁时才因为获得全国围棋个人赛女子组冠军而定为职业初段。

## 国内比赛战绩
2005年全国围棋个人赛女子组冠军。2007年第5届和2008年第6届建桥杯亚军。2010年第8届建桥杯冠军。
2013年起，分别代表深圳队、湖南队和江苏队参加中国女子围棋甲级联赛。

## 国际比赛战绩
2005年第四届正官庄杯女子围棋擂台赛作为中国队先锋取得五连胜。

## 著作
2018年，王祥云出版了解读AlphaGo与人类棋手对局的著作《孤高求败》。
2019年，王祥云创作的小说《老梁的困惑》在《小说选刊》发表。

## 个人生活
2016年11月7日，王祥云在个人微博上发布了一组婚纱照。